# Reher Galgen

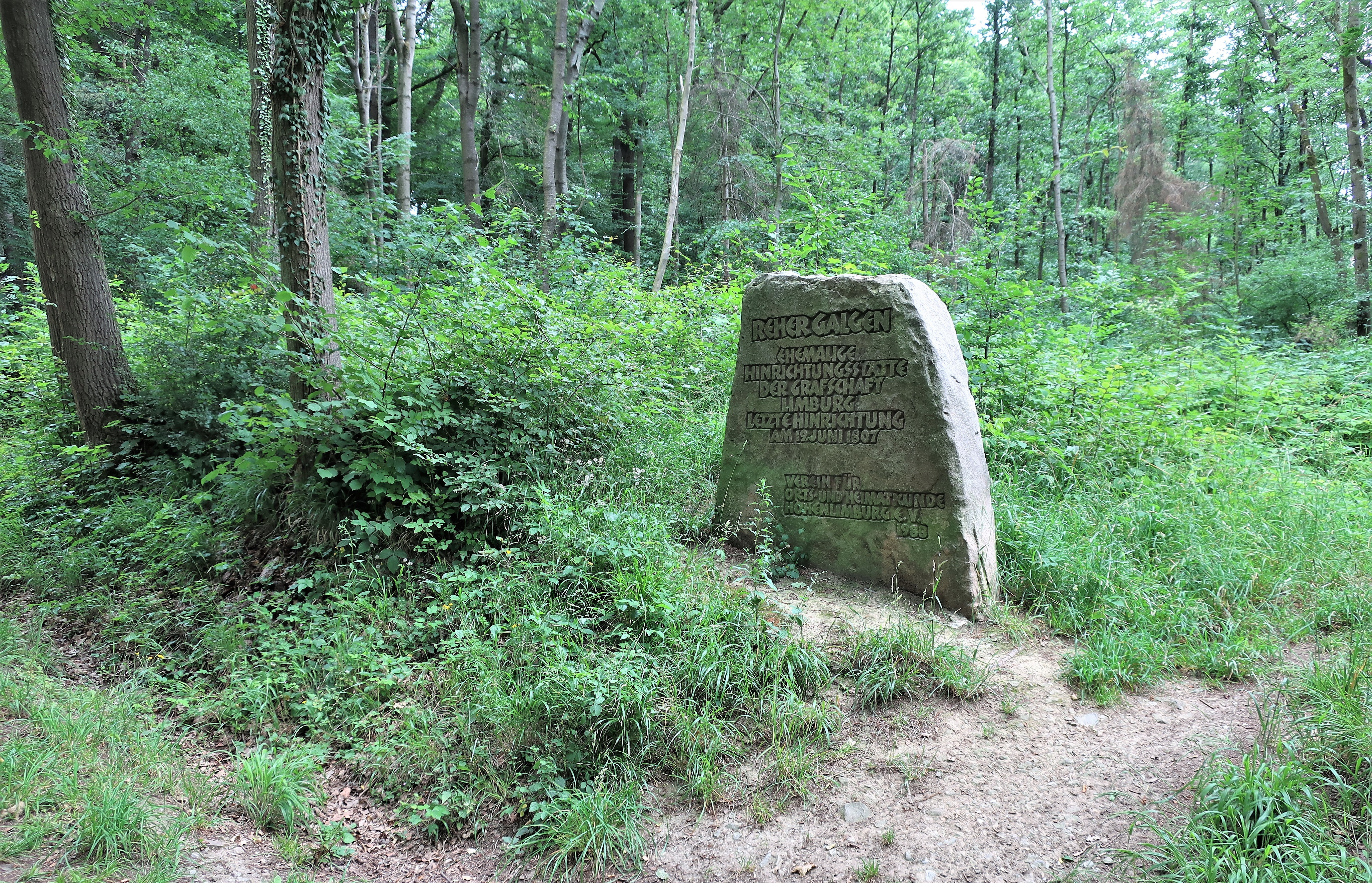
Reher Galgen, Gedenkstein, 2020

Der Reher Galgen ist eine ehemalige Hinrichtungsstätte nahe der Schälker Landstraße im Hagener Stadtteil Elsey, Stadtbezirk Hohenlimburg. Sie befand sich in der Reher Heide am Weg zwischen dem Ortsteil Reh und dem Wohnplatz Schälk. Südöstlich der Stelle fließt der Galgenbach bis zum Hasselbach.
Im Jahre 1618 wurde auf dem Hof des Müllers zu Elsey ein Freistuhl erwähnt. Später tagte das limburgische Gogericht neben der Elseyer Kirche auf dem Marktplatz einmal jährlich unter der alten Gerichtslinde. An einer Hinrichtungsstätte der Grafschaft Limburg vollzog man die Todesstrafen und Verstümmelungen. Um 1800 war der „Reher Galgen“ die letzte limburgische Hinrichtungsstätte. Nach uraltem Brauch beteiligten sich an der Aufrichtung des Galgens sämtliche Handwerker, damit keiner dem anderen die Galgenarbeit vorwerfen konnte. Die Umgrenzung des Galgenhügels, ein Graben, ist noch heute deutlich erkennbar. 1614 ist erstmalig ein als Racker bezeichneter Scharfrichter und Abdecker in der Grafschaft Limburg urkundlich erwähnt. Er zählte zu den Bediensteten der gräflichen Landesverwaltung. Hinrichtungen und andere Körperstrafen wurden in der Grafschaft offenbar aber nur selten vollzogen.
Das letzte Mal wurde am 19. Juni 1807 am „Reher Galgen“ an der Schälker Landstraße eine Hinrichtung durchgeführt. Damals wurde der Raubmörder Georg Hinrich Michael Bechtold, genannt Jürgen Bechtold, geboren 1775, aus Ergste, hingerichtet, der des Mordes an dem jüdischen Händler Levi Michael Cain aus Limburg für schuldig gesprochen war. Er wurde vom Scharfrichter geköpft, danach ans Rad geflochten und in Anwesenheit unzähligen Haufens Volks, die zu Fuß, zu Pferde und mit Wagen herbeigeeilt waren, vom Leben zum Tode gebracht.
Der Galgen selbst, vermoderte mit der Zeit und wurde im 19. Jahrhundert nicht wieder erneuert.
Bei der 700-Jahr-Feier 1930 von Schloss und Stadt Hohenlimburg wurden in einem großen Festumzug in zwanzig lebenden Bildern die wichtigsten Daten der Stadtgeschichte in den jeweiligen Trachten und Kostümen der Jahrhunderte dargestellt. Darunter auch „Jürgen Bechtold wird zur Richtstätte geführt, 1807“.
Im Jahr 1925 erwarb der Heimatverein Hohenlimburg das 550 m² große Grundstück. Ein Gedenkstein wurde 1988 errichtet. Seit 1991 ist der Bereich als Bodendenkmal geschützt.